# Harenkarspel
Harenkarspel este o comună în provincia Olanda de Nord, Țările de Jos. 

## Localități componente
Dirkshorn, Eenigenburg, Groenveld, Kalverdijk, Kerkbuurt, Krabbendam, 't Rijpje, Schoorldam (partly), Sint Maarten, Stroet, Tuitjenhorn, Valkkoog, Waarland, Warmenhuizen.